# Mvila
Mvila is een departement in Kameroen, gelegen in de regio Sud. De hoofdstad van het departement heet Ebolowa. De totale oppervlakte bedraagt 8 697 km². Er wonen 163 826 mensen in Mvila.

## Districten
Mvila is onderverdeeld in negen districten:
- Biwong-Bane
- Biwong-Bulu
- Ebolowa (stad)
- Ebolowa (platteland)
- Efoulan
- Mengong
- Mvangane
- Ngoulemakong